# بروطيات
بروطيات (الاسم العلمي: Proteales) هي رتبة نباتية تتبع طائفة ثنائيات الفلقة من صف كاسيات البذور. وقد اعترف بهذه الرتبة خبراء التصنيف كلهم تقريبا.
الفصائل النباتية التالية البروطية Proteaceae, الدلبية Platanaceae والنيلمية Nelumbonaceae تشكل رتبة البروطيات.

## فصائل
- بروطية
- دلبية
- نيلمية